# Tropeiro-ruivo
Tropeiro-ruivo (Lipaugus unirufus) é uma espécie de ave da família Cotingidae.
Pode ser encontrada nos seguintes países: Belize, Colômbia, Costa Rica, Equador, Guatemala, Honduras, México, Nicarágua e Panamá.
Os seus habitats naturais são: florestas subtropicais ou tropicais húmidas de baixa altitude.